# Priodesmus haematopterus
Priodesmus haematopterus är en mångfotingart som beskrevs av Jeekel 1963. Priodesmus haematopterus ingår i släktet Priodesmus och familjen Chelodesmidae. Inga underarter finns listade i Catalogue of Life.